# Ludwig A. Rehlinger

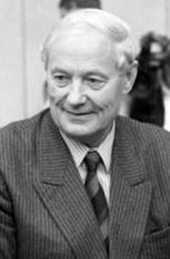
Ludwig A. Rehlinger, 1988

Ludwig A. Rehlinger (* 23. September 1927 in Berlin; † 28. März 2023 in Eichwalde) war ein deutscher Jurist und Politiker (CDU). Von 1982 bis 1988 war er Staatssekretär im Bundesministerium für innerdeutsche Beziehungen.

## Leben und Werk
Rehlinger nahm als sogenannter Schülersoldat am Zweiten Weltkrieg teil und kam in britische Kriegsgefangenschaft. Nach dem Krieg machte er sein Abitur und studierte Rechtswissenschaft und Volkswirtschaftslehre an der Humboldt-Universität in Ost-Berlin. Ab 1957 arbeitete er als Ministerialbeamter im Bundesministerium für gesamtdeutsche Fragen, 1963 wurde er Büroleiter von Minister Rainer Barzel. Später bekleidete er als Referatsleiter eine Schlüsselrolle auf bundesdeutscher Seite bei Verhandlungen über den Häftlingsfreikauf aus der DDR.
Von Juli 1969 bis März 1972 leitete Rehlinger als erster Präsident das Gesamtdeutsche Institut. Er war ein Gegner des nach der Bundestagswahl 1969 von der der SPD/FDP-Koalition eingeleiteten neuen Kurses in der Ostpolitik. Ende 1971, als sich die Union aufgrund einiger Übertritte aus den Fraktionen der FDP und SPD Chancen ausrechnete, über ein konstruktives Misstrauensvotum den Bundeskanzler stellen zu können, ließ sich Rehlinger als Präsident des Gesamtdeutschen Instituts beurlauben und trat als Barzels Wahlkampfmanager in die Dienste der CDU/CSU-Bundestagsfraktion. Sein Nachfolger im Gesamtdeutschen Institut war Detlef Kühn. Nach der Wahlniederlage der Union wechselte Rehlinger 1973 in die Wirtschaft.
Im Zuge des Regierungswechsels 1982 wurde Barzel erneut Minister des inzwischen in Bundesministerium für innerdeutsche Beziehungen umbenannten Ministeriums. Rehlinger wurde Beamteter Staatssekretär und behielt dieses Amt auch unter Barzels Nachfolgern Heinrich Windelen und Dorothee Wilms. 1988 wurde Walter Priesnitz sein Nachfolger.
Von 1988 bis 1989 amtierte er kurzzeitig als Berliner Senator für Justiz und Bundesangelegenheiten im Senat Diepgen II und war in dieser Funktion auch Bevollmächtigter des Landes Berlin beim Bund.
Rehlinger war ab 1963 Mitglied der CDU. Von 2005 bis 2007 war er Vorstandsvorsitzender der Deutschen Gesellschaft, einem Verein „zur Förderung politischer, kultureller und sozialer Beziehungen in Europa“. Zwischen 2007 und 2023 war er Ehrenvorsitzender des Vereins.
Sein Grab befindet sich auf dem Friedhof in Eichwalde.

## Ehrungen
- 1974: Verdienstkreuz 1. Klasse der Bundesrepublik Deutschland
- 1987: Großes Verdienstkreuz der Bundesrepublik Deutschland

## Veröffentlichungen
- Ludwig A. Rehlinger: Freikauf. Die Geschäfte der DDR mit politisch Verfolgten (Neuauflage); Mitteldeutscher Verlag, Halle (Saale) 2011, ISBN 978-3-89812-829-2.
- Ludwig A. Rehlinger: Freikauf. Die Geschäfte der DDR mit politisch Verfolgten. Ullstein Verlag, Frankfurt/Main, Berlin, 1991, ISBN 3-550-07503-0.

## Film
- Wir sind doch kein Hotel – Fluchtort Botschaft. Regie: Inge Albrecht, Länge 60 min, Deutsche Film- und Fernsehakademie / WDR,  Erstausstrahlung 1997 – unter anderem Gespräch mit beteiligten Flüchtlingen und Politikern Hans Otto Bräutigam / Ludwig A. Rehlinger und dem Unterhändler der DDR Wolfgang Vogel